# Obdulio Miralles
Obdulio Miralles Serrano (Totana, 1865 - Madrid, 1894) fue un pintor romántico murciano. Entre sus obras están Retrato de niño con perro, Las cuatro estaciones y El crimen de la taberna. Pintó parte de El Congresillo, del Casino de Murcia.